# Skinnestød
Skinnestød forekommer hvor enderne af to jernbaneskinner i et spor mødes, idet spor samles af skinnestykker på 15 og op til 60 meters længde.
Oprindeligt lagde man en stødsvelle som begge de mødende skinner spigredes fast til. For at forstærke samlingen anvendte man senere en fælles underlagsplade.
Ret hurtigt gik man over til at samle skinneenderne med lasker på begge sider af skinnerne fastholdt med bolte gennem lasker og skinner. Skinneenderne blev stadig lagt på en enkelt svelle, stødsvellen, og benævnes fast stød. På grund af den manglende eftergivenhed når hjulene passerede stødet kunne der nemt ske en udplatning af skinneenderne. Man gik derfor over til svævende stød, hvor skinneenderne mødtes mellem stødsvellerne.
Da også denne type skinnestød gav en del vedligeholdelse begyndte DSB at anvende dobbeltsvellestød, hvor de to stødsveller lå tæt sammen under de sammenlaskede skinneender.
For at skabe plads til skinnernes udvidelse i længderetningen, således at der ikke opstod solkurver blev skinneenderne ikke ført helt sammen, men mellemrummene – temperaturspillerum – gav slid på såvel skinneender som på hjul, når hjulene passerede hen over. Desuden har skinnerne i stødspor tendens til at vandre i længderetningen som følge af kørslen på sporene. Denne skinnevandring fører til at temperaturspillerummene åbnes eller lukkes.
I langskinnespor er sporet samlet af skinnestykker på 250 meter. Samlingerne er svejsninger, der udføres på stedet som termitsvejsninger, således at sporet i princippet er uden stød.